# 佛山地铁5号线
佛山地铁5号线是佛山地铁的一条遠期規劃线路。全程大致呈倒「L」字型走向，連接佛山市南海區、順德區、禪城區以及廣州市白云區、越秀區。

## 概要
5號線南起南海區九江鎮南部，大致沿121省道行進，經過順德區龍江鎮，下穿順德水道後進入樂從鎮，然後線路轉入環鎮西路、禪西大道大致向北行進，下穿東平水道進入禪城區南莊鎮。隨後線路轉向東北進入江灣路、汾江西路。之後線路轉向東進入城門頭路，再轉入祖廟路，大致往北行走。隨後線路在高基街口轉向西北，斜穿汾江河後進入佛山大道北，並進入南海區。線路經過謝邊立交後進入廣佛路繼續往北，经禅炭路、松岗大道后转向东进入沥雅路、联江东路，再大致沿沈海高速以南往东穿过里水镇南部，再经建设大道转入环洲二路，过珠江后行经同康路，最终抵达广州火车站作为终点站。
線路原规划沿廣佛路一直行走，進入廣州市荔灣區，最終沿芳村大道抵達終點站石圍塘。但目前的线网规划再一次调整后，梳理了5、6、8號線在南海北部的走线，沿广佛路至石围塘的一段被截出划归8號線。

## 車站
5號線屬於遠期規劃線路，目前尚未有可靠資料能提供它的車站列表。目前已知該線會有以下的換乘站：

### 換乘站
- 石灣站：换乘2号线。兩線十字交叉，2號線建造時已作出相應預留。
- 江湾路站：换乘4号线。4號線建造時將會作出相應預留。
- 祖廟站：換乘廣佛地鐵。廣佛地鐵建造時没有作出任何預留，預計需經站廳通道換乘。
- 敦厚站：换乘3号线。兩線十字交叉，3號線建造時已作出相應預留。
- 沙貝站：换乘广州地铁6号线。
- 松溪站：换乘广州地铁13号线。
- 鹅掌坦站：换乘广州地铁8号线。
- 廣州火車站：换乘广州地铁2号线、5号线、11号线、14号线、22号线。

## 列車
5號線原计划由6號線拆解延長，而6號線已確定將使用6節B型列車編組。故5號線列車編組当时计划維持6節B型編組不變。
但线网规划调整后，因5号线不再由6号线拆解延长，故使用的列车编组情况再次变得不明朗。